# Ахна
Ахна (греч. Άχνα) / Дуздже (тур. Duzce) — деревня на острове Кипр, на территории района Фамагуста. После конфликта 1974 года контролируется частично признанным государством Турецкой Республикой Северного Кипра, а греческое население деревни де-факто проживает в километре южнее, в новой деревне Дасаки-Ахнас, на территории суверенной британской военной базы Декелия.

## Географическое положение
Деревня находится в восточной части острова, в южной части района, на высоте 45 метров над уровнем моря.
Ахна расположена на расстоянии приблизительно 12 километров к западу-юго-западу (WSW) от Фамагусты, административного центра района.

## Население
По данным департамента статистики Республики Кипр, в 2001 году численность населения Ахны составляла 1952 человек.

## Транспорт
Ближайший гражданский аэропорт расположен в городе Ларнака.

## Спорт
В Ахне базируется футбольный клуб Этникос, играющий домашние матчи на стадионе Дасаки.